# Blackle
Blackle.com је интернет претраживач еколошке организације „Хип медија“ (енгл. Heap Media), чије претраге по договореној сарадњи врше сервери Гугла, а чији је циљ уштеда електричне енергије путем приказивања тамне (црне) позадине и сивкастих слова у својим резултатима и на главној страници. 

## Концепт
Концепт на ком се заснива идеја овог сајта је да монитори могу да уштеде струју ако приказују много тамније боје. На ову тему је вршено проучавање CRT и LCD монитора, али постоји неслагање да ли се на овај начин заиста добија икаква уштеда.
Овај концепт је први пут доспио у ширу јавност када је удружење „Heap Media“ објавило блог у ком се тврдило да би Гугл могао уштедјети 750,0 мегават-часова годишње ако би на овај начин приказивао своје стране за CRT мониторе. На првој страни овог сајта се може видјети број вати који су наводно досад уштеђени.

## Тестирање
Дарен Јејтс, новинар за модерне технологије који пише о рачунарском хардверу, тестирао је четири CRT монитора и 23 LCD монитора и открио да CRT монитори троше више енергије кад приказују бијели екран, али мање него што је у првобитном блогу тврђено.
Показало се да LCD монитори у већини случајева троше мало мање енергије кад приказују бијели екран,, премда је већина великих (24-инчних) монитора овог типа трошила мало мање струје кад приказује црн екран.